# Христова, Мими
Мими Христова (болг. Мими Христова, род. 19 июля 1993 года) — болгарская спортсменка, борец вольного стиля, двукратная чемпионка Европы 2020 и 2023 годов, призёр чемпионатов Европы, а также Европейских игр 2019 года. Участница летних Олимпийских игр 2016 года и 2020 года.

## Биография
Родилась в 1993 году во Враце. С 2003 года занимается в секции по борьбе. Окончила обучение в спортивном училище. 
В 2014 году на чемпионате Европы становится призёром, через два года повторяет свой успех. В 2016 году принимает участие в Летних Олимпийских играх в Бразилии, где занимает 15-е место.
На чемпионате Европы 2018 года в Каспийске становится серебряным призёром.  
В 2019 году на Европейских играх в Минске завоевала серебряную медаль.
В феврале 2020 года на чемпионате континента в итальянской столице, в весовой категории до 65 кг Мими в схватке за чемпионский титул победила спортсменку из Азербайджана Элис Манолову и завоевала золотую медаль европейского первенства.